# Koningskerk (Zwolle)
De Koningskerk is het kerkgebouw van de Nederlandse Gereformeerde Kerken in het stadsdeel Zuid van de Nederlandse stad Zwolle. Het gebouw is in 1989 gebouwd als een grote, moderne kerk vanwege de groei van de Gereformeerde Kerken vrijgemaakt in Zwolle en bevindt zich aan de Landsheerlaan.
Het orgel is gebouwd in 1992 door Hendriksen & Reitsma Orgelbouw in Nunspeet.
In 2016 is het gebouw verbouwd om een modernere uitstraling te realiseren en een breder gebruik van het gebouw mogelijk te maken.